# Tavolara
Tavolara je otočić, nalazi se otprilike jednu milju sjeveroistočno od Sardinije.
Od Tavolare prema jugozapadu, prema Sardiniji pruža se duga uska kopnena prevlaka. U blizini je Olbijskog zaljeva i mjesta Porto San Paolo. Otok naseljavaju zlatozube divokoze.

## Povijest
Otok je u antici bio znan kao Hermeja. Prema priči papa Poncijan umro je na Tavolari nakon njegove abdikacije i egzila 235. godine. Tavolari također najvjerojatnije odgovara Tolar, otok koji su Arapi upotrebljavali kako bi napadali okolne obale od 848. do 849.
Joachim Murat posjetio je Tavolaru 1815. tijekom njegovih pokašaja da opet dobije Napuljsko Kraljevstvo. U to je vrijeme otok bio nenastanjen.
Godine 1836. izmišljeno je kraljevstvo Travolare kralj Sardinije Karlo Albert obitelji Bertoleoni. Nakon talijanske unifikacije kralj Paolo tražio je da ga Italija prizna. Tijekom njegova vladanja, 1868. godine, talijanska je vlada postavila svjetionik na sjeveroistočnoj strani otoka.